# 王表 (三国)
王表（？年—？年），三國時自稱臨海羅陽縣的神仙，東吳羅陽王。

## 生平
王表周旋於民間，飲食方式與一般人相同，只是見不到他的形體。他有個婢女名為紡績伴隨於側。
太元元年（公元251年）五月，孫權派中書郎李崇，帶著輔國將軍羅陽王的印信去迎接王表。想讓他到朝中做官。王表聽聞孫權派人來了，就隨李崇一道出來，與李崇及所在的郡守縣令高談闊論，卻沒有人能辯得過王表。經過山川時，王表仍派紡績與所託附的神打交道。七月，李崇帶著王表前去謁見，孫權為他在蒼龍門外造一套房舍，並常派大臣送酒食前去慰勞。王表預言水旱災的小事，往往靈驗。
太元二年（公元252年）二月，潘皇后逝世，諸將數次見王表請求为孙权祈福，王表趁隙逃去。

## 相關唐詩
- 周曇：

|                   | 王表聞聲莫見身，吳中敬事甚君親。 是知邦國將亡滅，不聽人臣聽鬼神。 |
| ——《三國門·王表》 |                                                                   |